# Nizza-Alassio 1985
La Nizza-Alassio 1985, settima edizione della corsa, si svolse il 21 febbraio 1985 su un percorso di 178 km. La vittoria fu appannaggio dell'italiano Pierino Gavazzi, che completò il percorso in 4h05'40", precedendo il britannico Sean Yates e l'olandese Ad Wijnands.

## Ordine d'arrivo (Top 10)
| Pos. | Corridore              | Squadra                | Tempo    |
| ---- | ---------------------- | ---------------------- | -------- |
| 1    | Pierino Gavazzi        | Atala-Ofmega           | 4h05'40" |
| 2    | Sean Yates             | Peugeot-Shell-Michelin | ?        |
| 3    | Ad Wijnands            | Kwantum Hallen-Yoko    | ?        |
| 4    | Jacques Hanegraaf      | Kwantum Hallen-Yoko    | ?        |
| 5    | Claudio Corti          | Supermercati Brianzoli | ?        |
| 6    | Frédéric Vichot        | Skil-Sem-KAS-Miko      | ?        |
| 7    | Ezio Moroni            | Atala-Ofmega           | ?        |
| 8    | Jean-Luc Vandenbroucke | La Redoute             | ?        |
| 9    | Gerhard Zadrobilek     | Atala-Ofmega           | ?        |
| 10   | Renan Ferraro          | Malvor-Bottecchia      | ?        |